# 詹姆斯城郡
詹姆斯城郡（英文：James City Shire）是美国弗吉尼亚州詹姆士城县在殖民地时期的旧称，包含了今天的詹姆士市县全境和一部分威廉斯堡市。

## 历史
1607年，首批抵达北美洲的英国殖民者在詹姆斯河畔登陆，并建立了詹姆士镇（Jamestown）定居点。1624年，弗吉尼亚公司的宪章到期，弗吉尼亚正式成为皇家殖民地。1634年，英国王室在弗吉尼亚设立8郡，当时殖民地总人口在5000人左右。詹姆斯城郡的名称来自于时任英王查理一世的父亲詹姆士一世。1642-43年，詹姆士城郡易名詹姆士城县（James City County），并保持至今。
1884年，弗吉尼亚重新调整县域，威廉斯堡從詹姆斯城縣獨立。但威廉斯堡仍然是詹姆斯城縣的县治。